# Rue Millionnaïa
 (février 2025).
Si vous disposez d'ouvrages ou d'articles de référence ou si vous connaissez des sites web de qualité traitant du thème abordé ici, merci de compléter l'article en donnant les références utiles à sa vérifiabilité et en les liant à la section « Notes et références ».

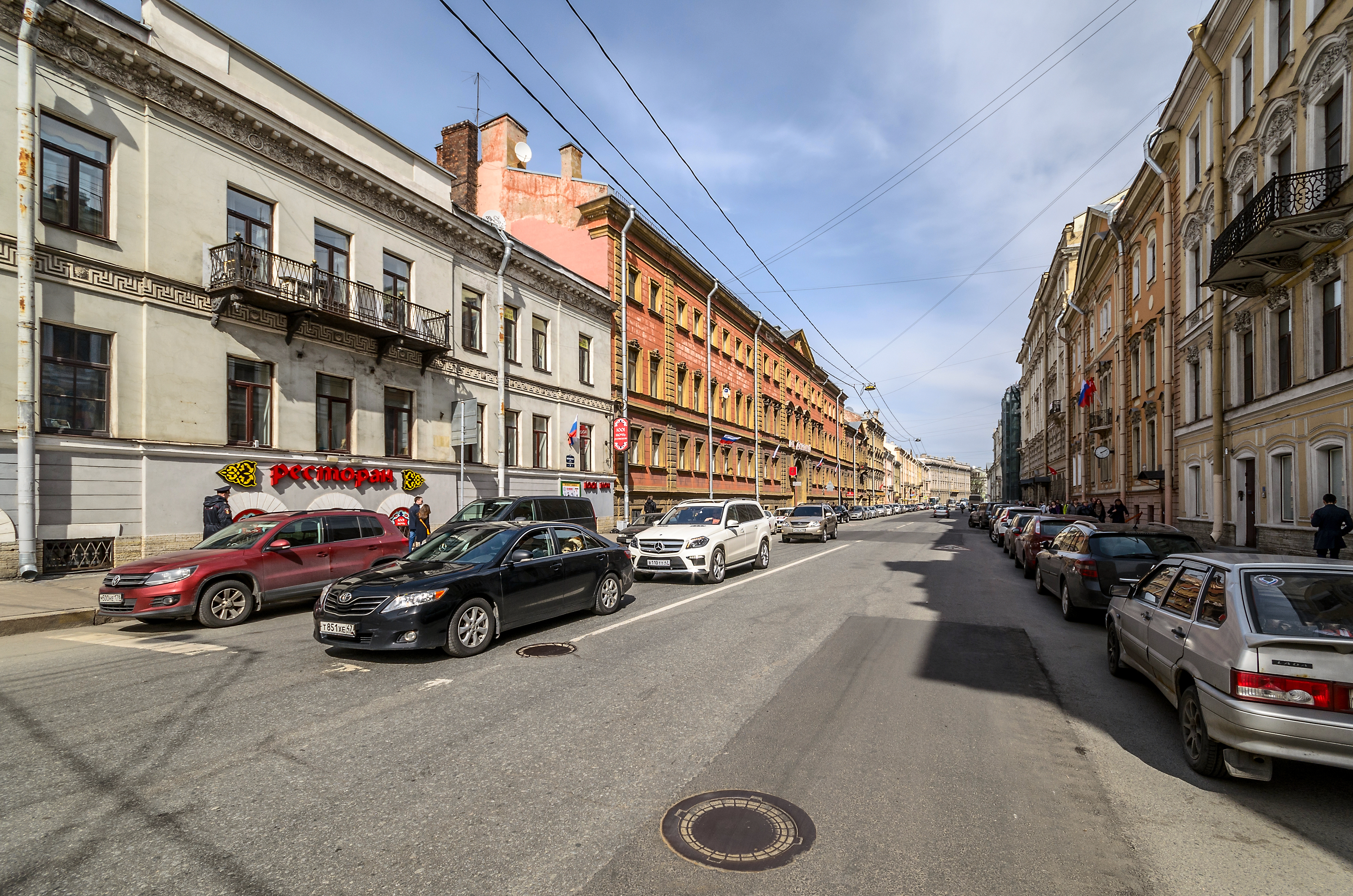
Vue de la rue Millionnaïa

La rue Millionnaïa (Миллионная улица) est une voie de Saint-Pétersbourg

## Situation et accès
Cette rue du district central s’étend de la place du Palais au canal des Cygnes, parallèlement au Quai du Palais.

## Origine du nom
Elle porte ce nom à cause des constructions prestigieuses qui se bâtissent autour du palais d’Hiver situé à proximité.

## Historique
C'est l'une des rues les plus anciennes de la ville. Lorsque la ville se construit à partir de 1703, l’endroit est habité par des étrangers, d’où son nom ancien de « rue des Allemands » ou « rue des Grecs », mais elle prend rapidement le nom de « rue des Millions » (rue Millionnaïa). C’était une rue prisée de la haute société avant la révolution. À l’époque soviétique, elle se nommait rue Khaltourine, en mémoire d’un révolutionnaire, Stepan Khaltourine (1857-1882), qui commit un attentat contre l’empereur Alexandre II au palais d’Hiver en 1880.

## Bâtiments remarquables et lieux de mémoire

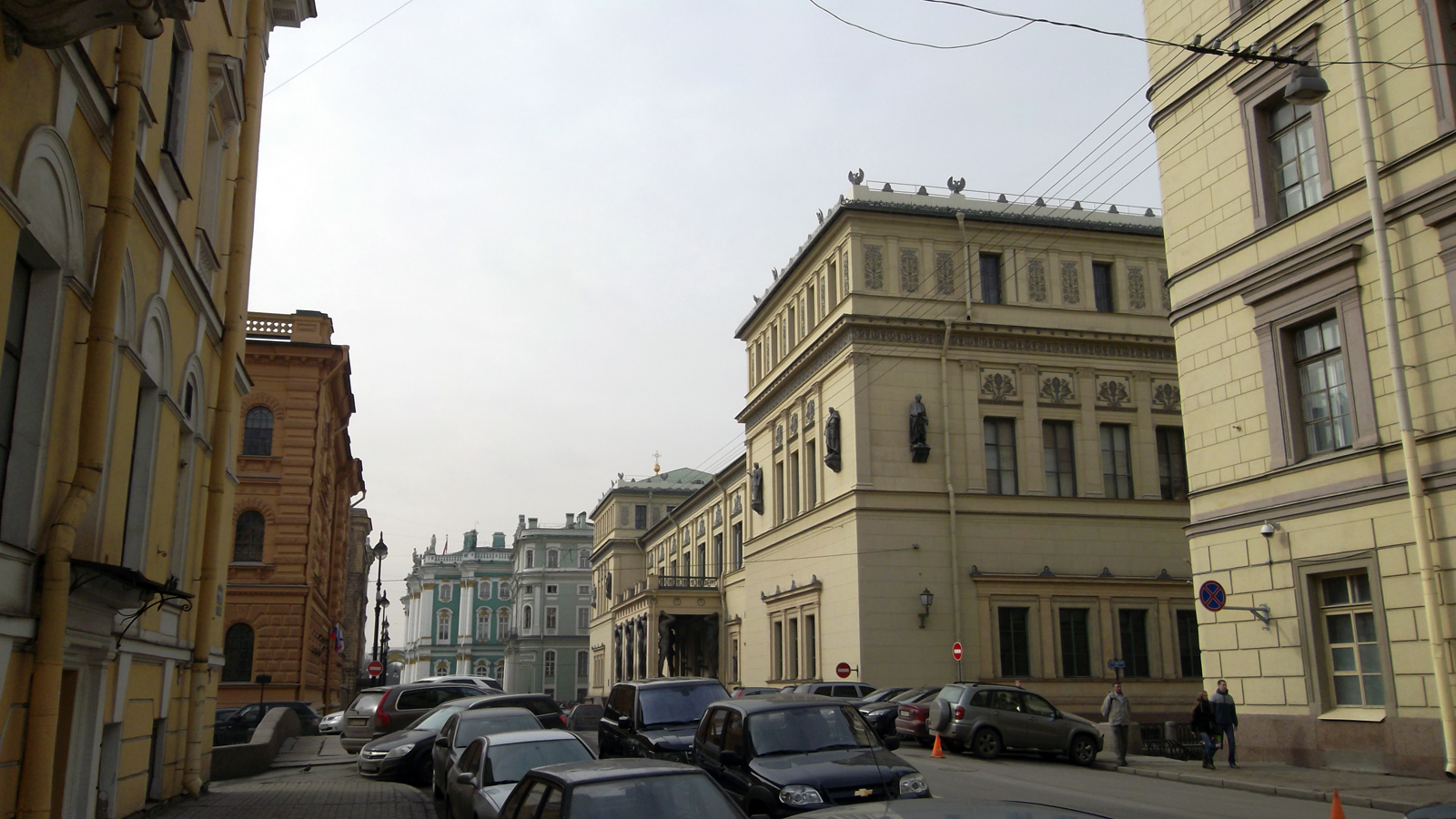
Façade du Nouvel Ermitage

- N° 3, façade arrière du palais Saltykov
- N° 5, façade arrière du palais de Marbre
- N° 6, hôtel particulier Bariatinski
- N° 11, ancien manoir Gagarina (actuellement Immeuble Zherebtsova)
- N° 27, ancien palais du grand-duc Vladimir Alexandrovitch
- N° 36, Nouvel Ermitage avec ses célèbres atlantes
- N° 40, ancien bâtiment du Quartier général du Corps des Gardes